# Mario González (Fußballspieler, 1950)
Mario González (* 27. Mai 1950; † 2. November 2019) war ein uruguayischer Fußballspieler.

## Karriere

### Verein
Der rechte Verteidiger González gehörte von 1970 bis 1979 dem Kader Peñarols in der Primera División an. In diesem Zeitraum wurde er mit den Aurinegros in den Jahren 1973, 1974, 1975, 1978 und 1979 jeweils Uruguayischer Meister. Auch stehen für den Verein aus Montevideo in dieser Phase 1974, 1975, 1977 und 1978 der Gewinn der Liguilla Pre-Libertadores sowie 1974 und 1975 der Sieg bei der Trofeo Teresa Herrera zu Buche.

### Nationalmannschaft
González war Mitglied der A-Nationalmannschaft Uruguays, für die er zwischen dem 23. Mai 1972 und dem 28. April 1976 16 Länderspiele absolvierte. Ein Tor erzielte er in seiner Länderspielkarriere nicht. González gehörte dem Aufgebot Uruguays bei der Weltmeisterschaft 1974 an. Dort kam er im Verlaufe des Wettbewerbs allerdings nicht zum Einsatz. Ebenfalls nahm er mit dem uruguayischen Team an der Copa América 1975 teil.

### Erfolge
- 5× Uruguayischer Meister: 1973, 1974, 1975, 1978, 1979
- 4× Liguilla Pre-Libertadores: 1974, 1975, 1977, 1978
- 2× Trofeo Teresa Herrera: 1974, 1975